# Serie A 1981 (Ecuador)
La Serie A 1981 è stata la 23ª edizione della massima serie del campionato di calcio dell'Ecuador, ed è stata vinta dal Barcelona, giunto al suo settimo titolo.

## Formula
La prima fase è a 10 partecipanti, che si affrontano in un girone all'italiana; le prime tre si qualificano alla fase finale, e prendono dei punti bonus, da utilizzare nella fase finale, a seconda della loro posizione: il primo ne ottiene 3, il secondo 2 e il terzo 1. La seconda fase ricalca l'andamento della prima, con le due squadre vincitrici della prima fase della Serie B a sostituire le due retrocesse. La fase finale vede le 6 squadre qualificate (furono 3 giacché Barcelona, LDU Quito ed El Nacional riuscirono a classificarsi nelle prime tre sia nella prima che nella seconda fase) disputarsi il titolo.

## Prima fase
|  | Pos. | Squadra              | Pt | G  | V  | N | P  | GF | GS | DR  |
|  | ---- | -------------------- | -- | -- | -- | - | -- | -- | -- | --- |
|  | 1.   | Barcelona SC         | 25 | 18 | 11 | 3 | 4  | 29 | 14 | +15 |
|  | 1.   | LDU Quito            | 25 | 18 | 10 | 5 | 3  | 27 | 18 | +9  |
|  | 3.   | El Nacional          | 20 | 18 | 7  | 6 | 5  | 17 | 16 | +1  |
|  | 4.   | Universidad Católica | 18 | 18 | 6  | 6 | 6  | 26 | 21 | +5  |
|  | 5.   | Deportivo Cuenca     | 16 | 18 | 5  | 6 | 7  | 15 | 19 | -4  |
|  | 5.   | América de Quito     | 16 | 18 | 6  | 4 | 8  | 21 | 27 | -6  |
|  | 5.   | Everest              | 16 | 18 | 7  | 2 | 9  | 27 | 33 | -6  |
|  | 5.   | Deportivo Quito      | 16 | 18 | 6  | 4 | 8  | 17 | 24 | -7  |
|  | 9.   | Téc. Universitario   | 14 | 18 | 6  | 2 | 10 | 19 | 22 | -3  |
|  | 9.   | LDU Portoviejo       | 14 | 18 | 5  | 4 | 9  | 26 | 30 | -4  |

Barcelona 3 punti bonus; LDU Quito 2; El Nacional 1.

## Seconda fase
9 de Octubre ed Emelec promosse in qualità di vincitrici della prima fase della Serie B.

|  | Pos. | Squadra              | Pt | G  | V | N | P | GF | GS | DR  |
|  | ---- | -------------------- | -- | -- | - | - | - | -- | -- | --- |
|  | 1.   | Barcelona SC         | 21 | 18 | 8 | 5 | 5 | 32 | 23 | +9  |
|  | 2.   | LDU Quito            | 20 | 18 | 8 | 4 | 6 | 28 | 20 | +8  |
|  | 3.   | El Nacional          | 18 | 18 | 6 | 6 | 6 | 24 | 18 | +6  |
|  | 3.   | Nueve de Octubre     | 18 | 18 | 7 | 4 | 7 | 24 | 22 | +2  |
|  | 3.   | Universidad Católica | 18 | 18 | 7 | 4 | 7 | 22 | 20 | +2  |
|  | 6.   | Everest              | 17 | 18 | 5 | 8 | 5 | 25 | 33 | -8  |
|  | 6.   | Deportivo Quito      | 17 | 18 | 7 | 3 | 8 | 28 | 28 | 0   |
|  | 6.   | Emelec               | 17 | 18 | 6 | 5 | 7 | 29 | 33 | -4  |
|  | 6.   | Deportivo Cuenca     | 17 | 18 | 7 | 3 | 8 | 23 | 35 | -12 |
|  | 10.  | América de Quito     | 16 | 18 | 4 | 8 | 6 | 18 | 21 | -3  |

Barcelona 3 punti bonus; LDU Quito 2; El Nacional 1.

## Fase finale
Punti bonus: Barcelona 6, LDU Quito 4, El Nacional 2.

|                    | Pos. | Squadra      | Pt | G | V | N | P | GF | GS | DR |
| ------------------ | ---- | ------------ | -- | - | - | - | - | -- | -- | -- |
| Ecuador (bandiera) | 1.   | Barcelona SC | 10 | 4 | 2 | 0 | 2 | 6  | 6  | +0 |
|                    | 2.   | LDU Quito    | 7  | 4 | 2 | 1 | 1 | 9  | 6  | +3 |
|                    | 2.   | El Nacional  | 7  | 4 | 1 | 1 | 2 | 8  | 11 | -3 |

### Spareggio per la Libertadores

#### Andata
| Quito | El Nacional | 2 – 2 referto | LDU Quito |  |

#### Ritorno
| Quito | LDU Quito | 2 – 1 referto | El Nacional |  |

## Verdetti
- Barcelona campione nazionale
- Barcelona e LDU Quito in Coppa Libertadores 1982
- Técnico Universitario, LDU Portoviejo, Deportivo Cuenca e América retrocessi.

## Classifica marcatori
| Gol |  |  | Giocatore              | Squadra              |
| --- |  |  | ---------------------- | -------------------- |
| 28  |  |  | Paulo César            | LDU Quito            |
| 22  |  |  | Alcides                | Barcelona SC         |
| 16  |  |  | Ricardo Armendáriz     | LDU Quito            |
| 15  |  |  | Miguel Ángel Gutiérrez | América de Quito     |
| 15  |  |  | Roberto Inzúa          | Deportivo Quito      |
| 14  |  |  | Gabriel Cantos         | LDU Portoviejo       |
| 12  |  |  | Vinicio Ron            | El Nacional          |
| 11  |  |  | Carlos Torres Garcés   | El Nacional          |
| 11  |  |  | Juan Francisco Burbano | Universidad Católica |
| 10  |  |  | Epanhor                | Barcelona SC         |